# Ponyboy
«Ponyboy» — песня шотландской певицы Sophie, выпущенная 7 декабря 2017 года в качестве второго сингла из её дебютного студийного альбома Oil of Every Pearl’s Un-Insides.

## История
Композиция «Ponyboy» исполнялась несколько раз Sophie до её выпуска. Премьера сингла состоялась 6 декабря 2017 года на Triple J, а днём позднее состоялся его официальный релиз.
В феврале 2021 года трек был включён в список 15-ти лучших песен Sophie по версии New Musical Express.

## Видеоклип
Релиз видеоклипа на трек состоялся 7 декабря 2017 года на официальном YouTube-канале Sophie, в день выхода сингла. Клип был снят в рамках открытой бета-серии фестиваля Red Bull Music Academy в Лос-Анджелесе. Режиссёром видео выступил Николас Харвуд, а его постановкой занимался дуэт FlucT, также снимавшийся в клипе.

## Отзывы
Лорен О’нил из Vice заметил в песне присутствие сэмплов из 90-х, «разбросанных по ударному биту так же беспорядочно, как картина Джексона Поллока». Джеймс Реттиг, журналист интернет-издания Stereogum, назвал сингл «металлическим бэнгером», а клип к нему — «ярким», и отметил, что в треке есть «проникновенная полоса», однако заявил при этом, что в основном «Ponyboy» соответствует «жёстким битам», которые присутствуют в сборнике Product. Бен Кей, рецензент музыкального веб-сайта Consequence of Sound, сказал, что в композиции Sophie показывает другую сторону себя — «смелую, сексуально активную, непримиримую». Робин Мюррей, корреспондент журнала Clash, наименовал «Ponyboy» «дикой, необузданной» композицией.